# ヤマコウバシ
ヤマコウバシ（山香ばし、学名: Lindera glauca）は、クスノキ科クロモジ属に分類される落葉低木から小高木になる1種である（図1）。葉柄は短く、葉身は長楕円形、かたく、葉脈は羽状。秋に枯れた葉は、翌春まで枝についている。雌雄異株であり、花は葉の展開とほぼ同時に開花する。果実は熟すと黒色、直径約7ミリメートル。インドシナ半島から日本まで東アジアに広く分布している。日本では本州（宮城県以南）、四国、九州に分布するが、雌株のみであり遺伝的にほぼ同一なクローンであることが報告されている。和名の「ヤマコウバシ」は、葉をちぎったり枝を折ると、特有のよい香りがすることに由来する。別名として、ヤマコショウ（山胡椒）などがある。

## 特徴
落葉低木から小高木であり、高さは3–8メートル (m) になる。幹は叢生する。枝や葉には精油が含まれ、ショウブ（菖蒲）のような香りがある。樹皮は淡褐色から茶褐色、小さな皮目がある（図2a）。新枝には、はじめは短毛が生えているが、のちに無毛、2年枝の枝の樹皮は淡褐色になり、縦に細い割れ目が入る。冬芽は紡錘形、芽鱗は7–9枚、赤褐色、枝先に頂芽はなく、仮頂芽がつき、側芽が互生する。混芽（葉と花を共に包む芽）をつける点でクロモジ属の中では特異であり、同属他種で見られる球形の花芽をもたない。葉痕は半円形。
葉は互生、等間隔につき、葉柄は短く長さ3–4ミリメートル (mm)。若葉は途中から垂れ下がる。葉身は楕円形から長楕円形、5–10 × 2.5–4 センチメートル (cm)、基部は広くさび形、先端は鈍く尖り、葉縁は全縁で波打ち、質はやや厚くてかたく、表面は光沢がなく濃緑色、裏面は若葉のときには絹毛に覆われるが、のちに毛は落ちて灰白色、葉脈は羽状で側脈は4–6対（図1）。葉をちぎると、ややきついツンとした匂いがする。秋に紅葉し、黄色や橙色、時にくすんだ赤色に色づくが、落葉せずに枝に残り、翌年の春に落葉する（図2b）。
雌雄異株であるが、日本では雄株が存在せず、全て一つの雌株のクローンであることが示されている。日本では、雌株のみで無性的に種子・果実形成を行なっている。花期は4月、葉の展開時に前年枝の葉腋から3–8個の花からなる散形花序が生じる。花序は無柄、総苞片は極めて細く早落性、絹毛が密生した花柄を数個伸ばし、小さな花をつける。花被片は淡黄色、6枚、3枚ずつ2輪、広楕円形、長さ約 1.5 mm、花後に脱落する。雌花では、花柄は長さ 3–6 mm、仮雄しべが9個、3個ずつ3輪あり、最内輪の仮雄しべ基部には腺体があり、雌しべは中央に1個、子房は楕円形で約 1.5 mm、柱頭は盤状に広がる。日本以外では雄株も存在し、雄花では、花柄が長さ約 12 mm、雄しべを9個もち、3個ずつ3輪、最内輪の雄しべの基部には腺体があり、中央に退化した雌しべがある。
果実は液果、球形、直径約 7 mm、10–11月に黒色に熟し、初冬まで残ることが多い。果柄は長さ 10–15 mm、先太り。種子は1個、ほぼ球形、隆起線が2本ある。染色体数は 2n = 24。

## 分布
本州（宮城県以南）、四国、九州、朝鮮半島、中国、台湾、ベトナム、ミャンマーの低地や山地に分布する。

## 人間との関わり
観賞用の庭木として植栽されることがある。また盆栽に利用されることもある。
若葉を乾燥して保存し、熱湯で戻したものはトロシバとよばれ、非常食とされていた。また飢饉時には葉を乾燥・粉末にしたものを糕（こなもち）に和して食べたため、ヤマコウバシはモチギともよばれる。山陽地方では麦などの炒り粉に混ぜて団子とされ、タンバ餅とよばれた。
木材は木工品に使われることがある。中国では、葉や果皮から抽出した精油は香料とされ、種子から抽出した精油は石鹸や機械油の原料とされる。根、小枝、葉、果実は生薬にも利用されることがある。